# Royal Liver Building
Le Royal Liver Building est un bâtiment classé, haut de 103 m, l'un des premiers  au monde réalisés en béton armé, situé à Liverpool, en Angleterre. Il a été construit entre 1908 et 1911 par Walter Aubrey Thomas sur Pier Head, aux côtés du Cunard Building et du Port of Liverpool Building.
Il se présente sous la forme de deux tours horloge, toutes deux couronnées par une statue du Liver bird, symbole de la ville. Le bâtiment abrite le siège de la Royal Liver Friendly Society.

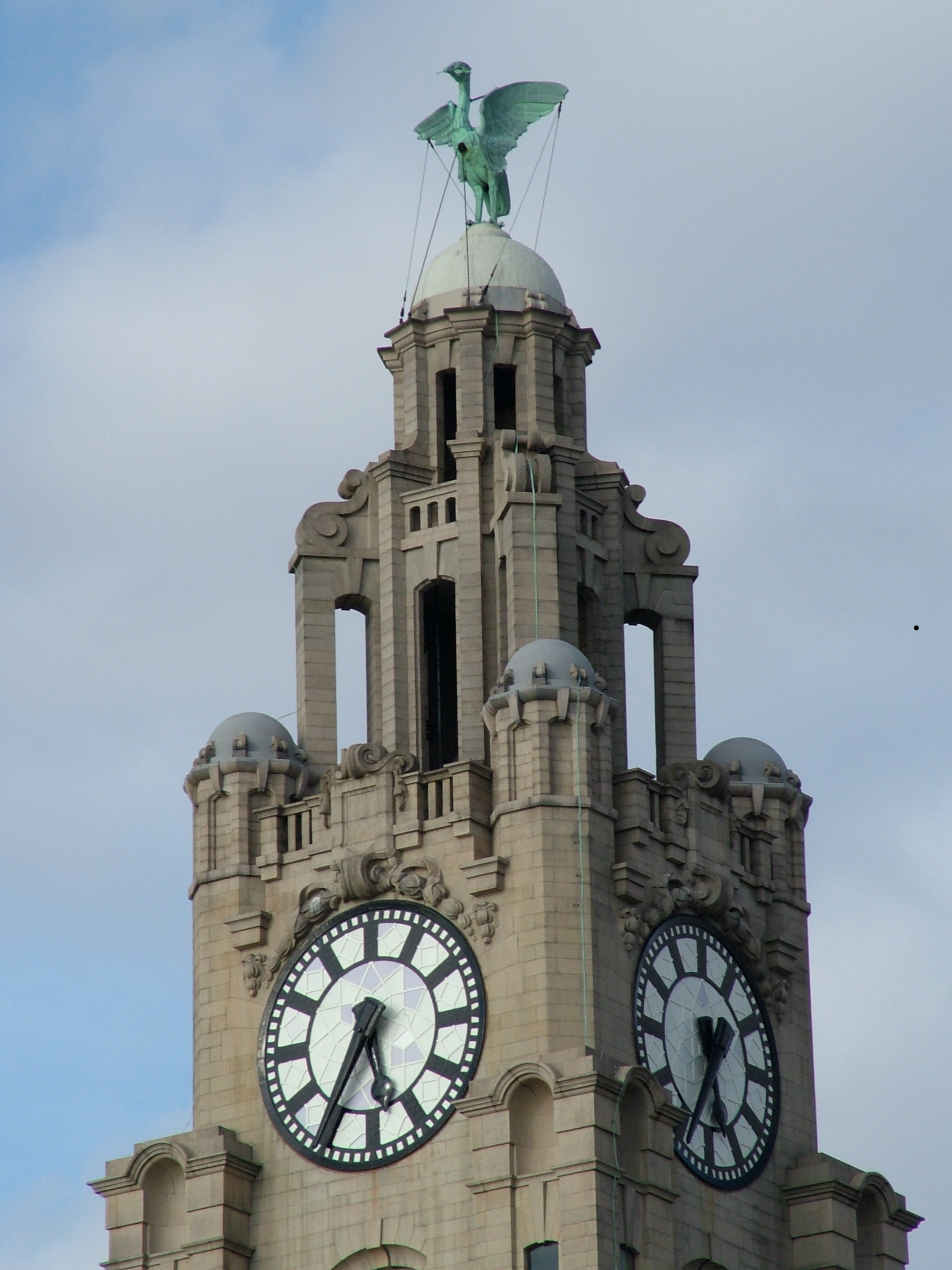
Une des tours du Royal Liver Building avec le Liver bird.